# Теплица (Одесская область)
Теплица (укр. Теплиця) — село, относится к Арцизскому району Одесской области Украины.
Население по переписи 2001 года составляло 1672 человека. Занимает площадь 2,83 км².

## Население и национальный состав
По данным переписи населения Украины 2001 года распределение населения по родному языку было следующим (в % от общей численности населения):
По Теплицкому сельскому совету: украинский — 19,76 %; русский — 56,61 %; белорусский — 0,04 %; болгарский — 14,26 %; гагаузский — 5,79 %; молдавский — 3,42 %; румынский — 0,07 %.
По селу Теплица: украинский — 20,75 %; русский — 62,32 %; белорусский — 0,06 %; болгарский — 11,48 %; гагаузский — 2,99 %; молдавский — 2,21 %; румынский — 0,12 %.
По селу Садовое: украинский — 18,14 %; русский — 47,25; болгарский — 18,82 %; молдавский — 5,39 %.

## Местный совет
68421, Одесская обл., Арцизский р-н, с. Теплица, ул. Ленина, 135